# چیهایافورو
چیهایافورو (ちはやふる Chihayafuru) یک مجموعه مانگای ژاپنی به نویسندگی و تصویرگری یوکی سوئِتسوگو است  که از دسامبر ۲۰۰۷ تا اوت ۲۰۲۲ در مجلۀ جوسی مانگای بی لاو از کودانشا سریال‌سازی شد و بخش‌های آن در ۵۰ جلد تانکوبون گردآوری گردید. داستان این مانگا درمورد دختری به نام چیهایا آیاسه است که توسط همکلاسی جدیدش انگیزه گرفته به صورت رقابتی کاروتای اوگورا هیاکونین ایشو را شروع کند.
یک اقتباس مجموعه تلویزیونی انیمه از اکتبر ۲۰۱۱ تا مارس ۲۰۱۲ منتشر شد. فصل دوم آن از ژانویه تا ژوئن ۲۰۱۳ و فصل سوم آن نیز از اکتبر ۲۰۱۹ تا مارس ۲۰۲۰ به انتشار درآمد. سه فیلم لایو اکشن نیز از ۲۰۱۶ تا ۲۰۱۸ پخش شد.
تا دسامبر ۲۰۲۲، چیهایافورو بیش از ۲۸ میلیون فروش در تیراژ داشته که آن را به یکی از پرفروش‌ترین مانگا تبدیل کرده است. این مانگا دومین مانگا تایشو و ۳۵امین جایزه مانگای کودانشا را برده است. محبوبیت این مانگا باعث بهبود اعتبار کاروتای رقابتی در ژاپن شده است.

## داستان
چیهایا آیاسه دختری است که بیشتر زندگی‌اش را تنها صرف حمایت خواهرش در عرصۀ مدلینگ کرده است. روند زندگی‌ او هنگامی تغییر می‌کند که با پسری به نام آراتا واتایا، بازیکن بااستعداد کاروتا، آشنا می‌شود. پس از اینکه آراتا با چیهایا دوست می‌شود، به این باور می‌رسد که او پتانسیل این را دارد ک به بازیکنی عالی شود. همچنانکه چیهایا رؤیای جدید تبدیل شدن به بهترین بازیکن کاروتای ژاپن را در پیش می‌گیرد، طولی نمی‌کشد که از دوستانی که با آنها کاروتا بازی می‌کرد جدا می‌گردد. چیهایا که هم‌اکنون در دبیرستان است، با دوست دوران کودکی‌اش تائیچی ماشیما تجدید دیدار می‌کند. این دو با همدیگر، باشگاه کاروتای میزوساوا را تشکیل می‌دهند. چیهایا با حمایت‌های هم‌تیمی‌ها و دوستانش، تمام تلاش خود را به کار می‌گیرد تا بهترین بازیکن کاروتای جهان شود و نیز یک روز، دوباره با آراتا باشد.